# Gamergus phintias
Gamergus phintias – rodzaj pluskwiaków z rodziny Tropiduchidae i podrodziny Elicinae.
Gatunek ten opisany został w 1967 roku przez Rolanda Fennaha na podstawie okazów odłowionych w Górach Smoczych.
Pluskwiak o brudnożółtym, nieregularnie ciemnobrunatno nakrapianym ciele długości od 4 do 4,5 mm. Ciemię trzykrotnie szersze niż dłuższe, ale węższe niż u G. sinuatipennis. Tegminy półprzejrzyste, nakrapiane, dwukrotnie dłuższe niż szersze, szerokie u nasady i zwężone ku szczytom, wyposażone w siateczkowate użyłkowanie jasnożółtawobrązowej barwy. Skrzydeł drugiej pary brak. Przydatki genitalne samca najszersze w ⅔ od nasady. Edeagus rurkowaty, U-kształtny.
Gatunek znany tylko z RPA (KwaZulu-Natal).